# هافمن (مینه‌سوتا)
هافمن، مینه‌سوتا (به انگلیسی: Hoffman, Minnesota) یک شهر در ایالات متحده آمریکا است که در شهرستان گرانت واقع شده‌است.

## خصوصیات
هافمن ۵٫۳۶ کیلومترمربع مساحت و ۶۸۱ نفر جمعیت دارد و ۳۸۰ متر بالاتر از سطح دریا واقع شده‌است.